# Eddy Shaver
John Edwin „Eddy“ Shaver (* 20. Juni 1962 in Waco, Texas; † 31. Dezember 2000 ebenda) war  ein US-amerikanischer Country-Rock-Gitarrist, Arrangeur und Songwriter.

## Leben
Der Sohn des texanischen Songwriters Billy Joe Shaver lernte sehr früh das  Gitarrenspiel. Dickey Betts, Gitarrist der  Allman Brothers Band, gab dem Jungen dessen erste Gitarre. Schon als Jugendlicher begleitete Eddy seinen Vater bei Studioaufnahmen, womit er für großes Aufsehen sorgte. So kam es, dass Eddy Shaver in sehr jungen Jahren zum gefragten Studiomusiker wurde und für Genre-Größen wie Willie Nelson, Guy Clark, Waylon Jennings, Kris Kristofferson und schließlich auch für Dwight Yoakam arbeitete.
Ende der 1980er-Jahre spielte er mehrere Jahre in R. T. Scotts Hardrockband Delta Rebels. Später gründete Eddy Shaver gemeinsam mit seinem Vater das Duo Shaver, das zwischen 1993 und 1999 einige von der Kritik hochgelobte Platten einspielte.
Ende des Jahres 2000 erhielt Eddy Shaver einen Vorschuss für die Produktion seines ersten Soloalbums. Einen Teil des Geldes aber gab er für Heroin aus – und starb am Silvestertag des Jahres 2000 an einer Überdosis. Eddy Shaver wurde 38 Jahre alt.

## Trivia
Billie Joe Shaver wollte seinen Sohn ursprünglich Electric nennen – also Electric Shaver (Elektro-Rasierer). „Hätte er das getan,“ sagte Eddy Shaver in einem Interview, „wäre aus mir wohl ein Buchhalter geworden.“

## Diskografie

### Alben mit „Shaver“
- Tramp on Your Street (1993)
- Highway of Life (1996)
- Victory (1998)
- Electric Shaver (1999)